# زنیادس
زنیادس یا زنیاد (به یونانی باستان: Ξενιάδης) یک فیلسوف شک‌گرای اهل شهر کهن کورینس بوده است، احتمالا او از پیروان زنوفان بوده است. گمان می‌رود که دو نفر به این نام وجود داشته باشند، به این دلیل که دموکریتوس در حدود سال ۴۰۰ پ.م. به او اشاره کرده است. اما از طرف دیگر گفته می‌شود که او دیوژن کلبی را در حدود ۳۵۰ پ.م. از دزدان دریایی که او را به بردگی گرفته بودند، خریداری کرده است. مشهور است که زنیادس همان کسی بود که مونیموس را متقاعد کرد که پیرو دیوژن شده و منبع آموزه‌های شک‌گرایانهٔ او بود.

## شک‌گرایی
اطلاعات کمی که از او در دست است، از سکستوس امپیریکوس به‌دست آمده است، که او را به عنوان کسی که شدیدترین عقاید افراطی شک‌گرایانه را دارد و معتقد است که تمام تصورات مطلقاً نادرست هستند و هیچ چیز در جهان واقع حقیقت ندارد، توصیف می‌کند. او چندین بار زنیادس را با زنفوفان همراه می‌کند.

## خریدار دیوژن
دو روایت داستانی جداگانه توسط دیوژن لائرتی در مورد فروش دیوژن کلبی به بردگی استفاده شده است، یکی توسط منیپوس و دیگری توسط شخص ناشناسی به نام ائوبولوس، که هر دو در قرن سوم قبل از میلاد می‌نوشتند. گفته می‌شود که دیوژنوس به زنیادس گفت: «هرچند که من یک برده هستم، اما تو باید از من اطاعت کنی، زیرا یک پزشک یا ناخدا مردان را پیدا می‌کند که حتی اگر برده باشند، از آن‌ها اطاعت کنند.» ائوبولوس نقل می‌کند که دیوژنوس پسران زنیادس را آموزش داد و در نهایت در خانه زنیادس پیر شد. ظاهراً زنیادس اظهار کرده «روحی نیکو به خانه‌ام وارد شده است.» مشخص نیست که آیا هیچ‌یک از این‌ها دقت تاریخی داشته باشند و یا اینکه اساساً آیا زنیادس واقعاً وجود داشته است یا خیر، اما یک کلبی‌مسلک دیگر به نام کلئومنس نیز از تم موضوع فروش دیوژنوس به بردگی استفاده کرده است و زنیادس در آن روایت قرار بوده مشوقی بر مونیموس برای پیروی از دیوژن باشد.